# Holzmarktbrunnen (Hannover)

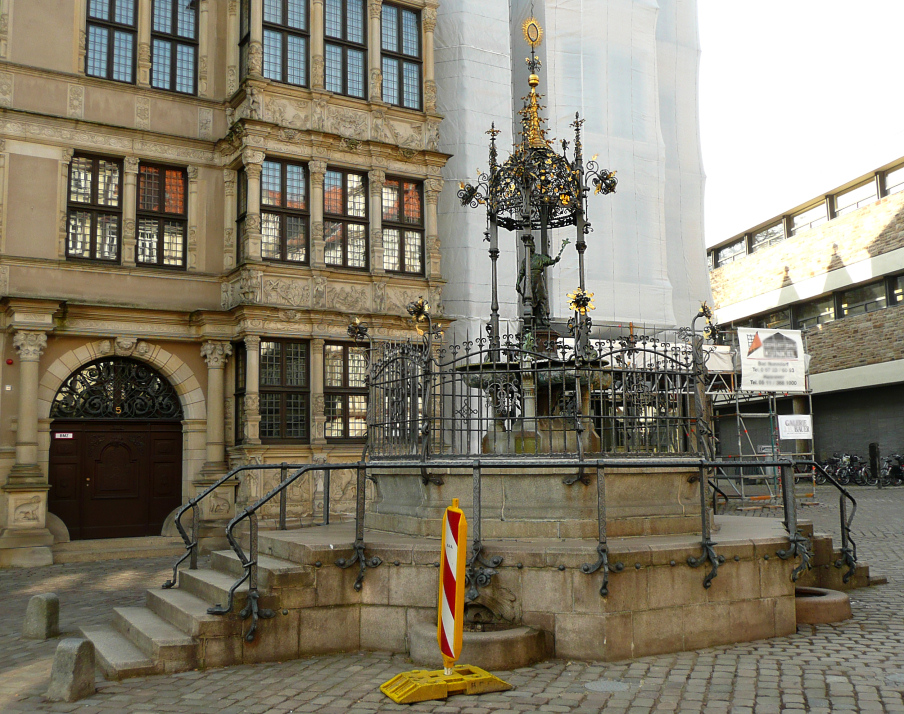
Der Brunnen am Holzmarkt vor dem Leibnizhaus

Der Holzmarktbrunnen (auch: Oscar-Winter-Brunnen) vor dem heutigen Leibnizhaus am Holzmarkt in Hannover ist ein denkmalgeschütztes Werk verschiedener Künstler.

## Geschichte

### Der unerforschte Vorläuferbrunnen

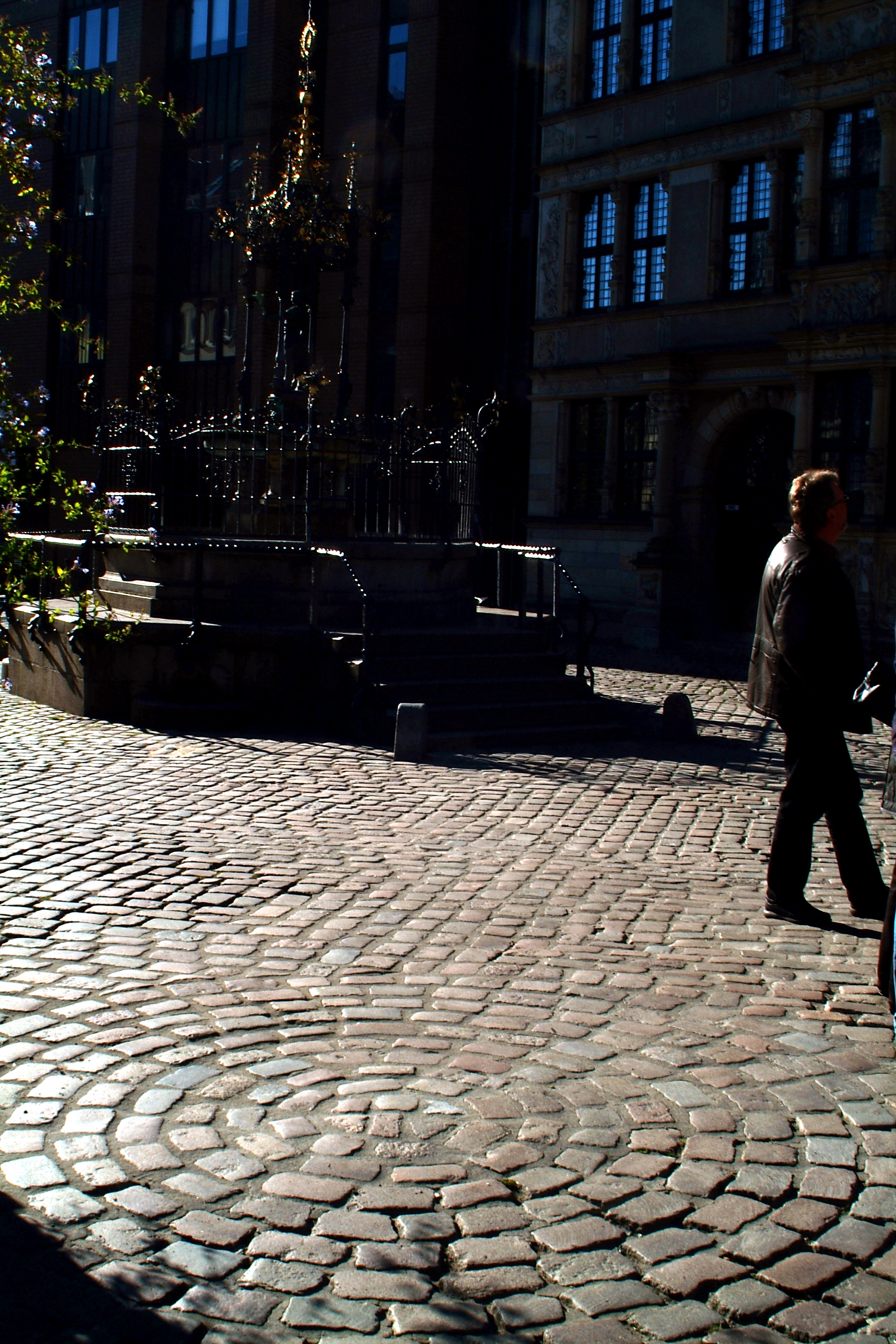
Ein Kreis aus Pflastersteinen markiert den älteren, unerforschten Brunnen im Untergrund

Wenige Meter vor dem Holzmarktbrunnen wurde durch Zufall ein älterer Brunnen am Holzmarkt entdeckt: Im Zusammenhang mit der Neuerrichtung der Fassade des Leibnizhauses wurde auch der Holzmarkt-Platz neu gestaltet und gepflastert. Dabei blieb im Oktober 1983 ein Lastwagen überraschend im Untergrund stecken. Es zeigte sich, dass der LKW über einem unterirdischen Brunnenschacht eingesackt war, „der sorgfältig aus behauenem Sandstein gefügt war.“ Da jedoch die Pflasterarbeiten zügig weitergehen mussten, „blieb den interessierten Fachleuten nichts weiter übrig, als Fotos aufzunehmen“. Eine nähere Untersuchung unterblieb aus Zeitgründen – der Schacht wurde „vorläufig“ wieder zugedeckt. Heute markiert eine kreisförmige Anordnung der Pflastersteine die Fundstelle des zugedeckten und noch unerforschten Brunnenschachtes.

### Oscar-Winter-Brunnen
Die in Hannover ansässige Firma Oscar Winter, Eisenwarengroßhandlung plante zu ihrem hundertjährigen Geschäftsjubiläum die Stiftung eines – verkaufsfördernden – Brunnens. Nachdem zuvor die Gebäude der Gold- und Silbertressenfabrik Hausmann an der Burgstraße 42/Ecke Pferdestraße erworben waren (heute der Standort des Historischen Museums Hannover), sollte der Brunnen unmittelbar vor dem Geschäftssitz für die (schmiede-)eisernen Waren der Firma werben.
Die Geschäftsinhaber Oscar Winter sowie Wilhelm Meier zahlten daher für die folgenden Künstler:
- den Bildhauer Karl Gundelach, der das Modell mit den Zügen von Oscar Winter als Schmied schuf, der prüfend den Merkurstab als Symbol des Handels fixiert;
- den Architekten Otto Lüer, nach dessen Plänen der Brunnenbau errichtet wurde;
- G. Wilhelm und W. Lind, die die kupfergetriebenen Brunnenschalen lieferten;
- Conrad Geschwind, der weitere figürliche Teile beitrug, sowie
- H. W. Wittenberg, der die Schmiedearbeiten vornahm.[4]

1896 wurde der Zierbrunnen der Öffentlichkeit übergeben, jedoch ereignete sich 1899 ein so schwerwiegender Fuhrwerks-Unfall, dass 1899/1900 und 1914 Ergänzungen notwendig wurden: Mit Einverständnis des Architekten und finanzieller Unterstützung der einstigen Stifter realisierte man einen Unterbau aus Granit, der auch zwei Hundetränken aufnahm und der über zwei Treppen seitlich zur Fahrbahn erstiegen werden konnte. Später kamen die reich verzierten schmiedeeisernen Gitter hinzu, um die Wasserbecken aus Kupfer zu schützen.
Im Zweiten Weltkrieg wurde die Figur des Schmiedes 1941 eingeschmolzen.
In den Wiederaufbaujahren fand sich bei der Tochter von Karl Gundelach jedoch ein kleines Modell, nach dem der Bildhauer Friedrich Adolf Sötebier im Auftrag der Stadt Hannover 1954 eine neue Figur des Schmiedes schuf. Während die ursprüngliche Figur von Oscar Winter einen Bart getragen hatte, ist die neue Figur – dem erhaltenen Modell getreu – bartlos ausgeführt. Daher wirkt der heutige Schmied wesentlich jünger als der ursprüngliche.
Im Dezember 1954 reimte daraufhin Friedrich Lüddecke in der Hannoverschen Allgemeinen Zeitung:
Willkommen, junger Schmiedgeselle,

der du den Holzmarkt wieder schmückst

und nun von deines „Vaters“ Stelle

beschaulich in die Gegend blickst!

Der Alte war an Kinn und Backe

mit einem strammen Bart geziert,

du aber bist, dem Zeitgeschmacke

entsprechend, ziemlich glatt rasiert.

Und sollt' dir die Rasur nicht passen,

so sei zum Troste dir erzählt:

Wir alle mußten Haare lassen

in dieser Zeit, da du gefehlt...

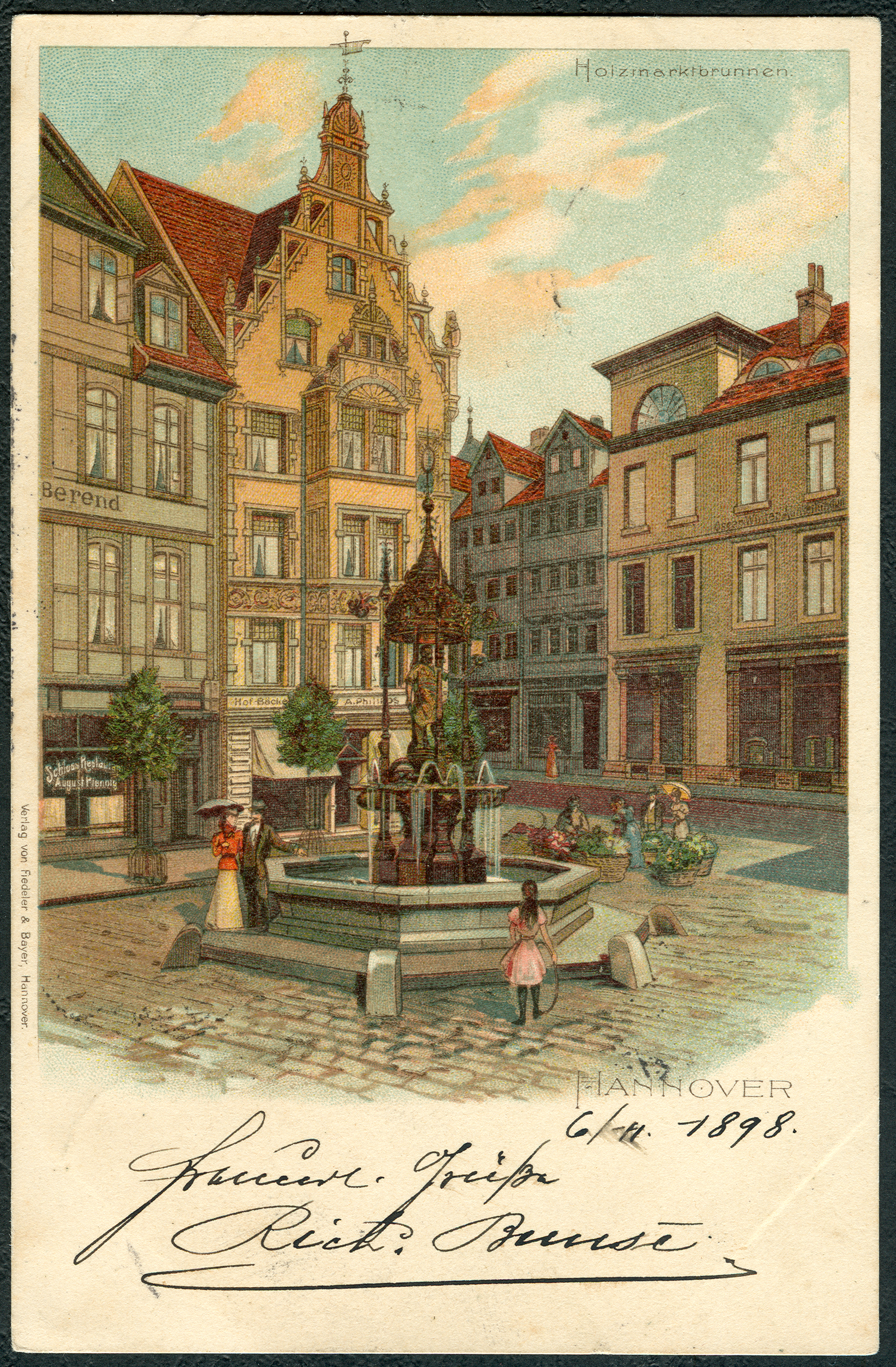
Der Brunnen von 1896 ebenerdig; Lithografie der Druckerei Fiedeler & Bayer
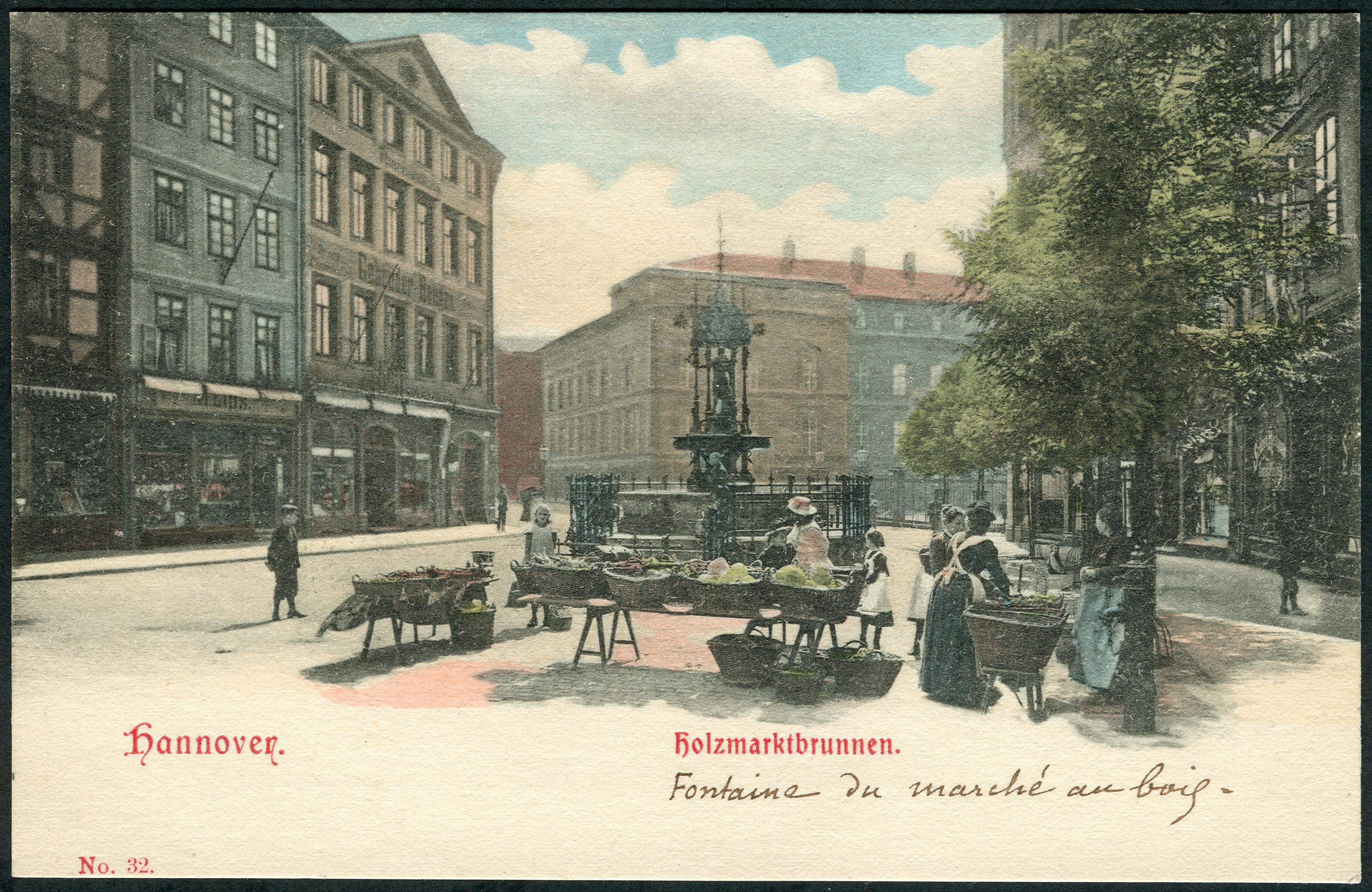
Um 1900: Frauen verkaufen landwirtschaftliche Produkte am Holzmarkt; kolorierte Ansichtskarte
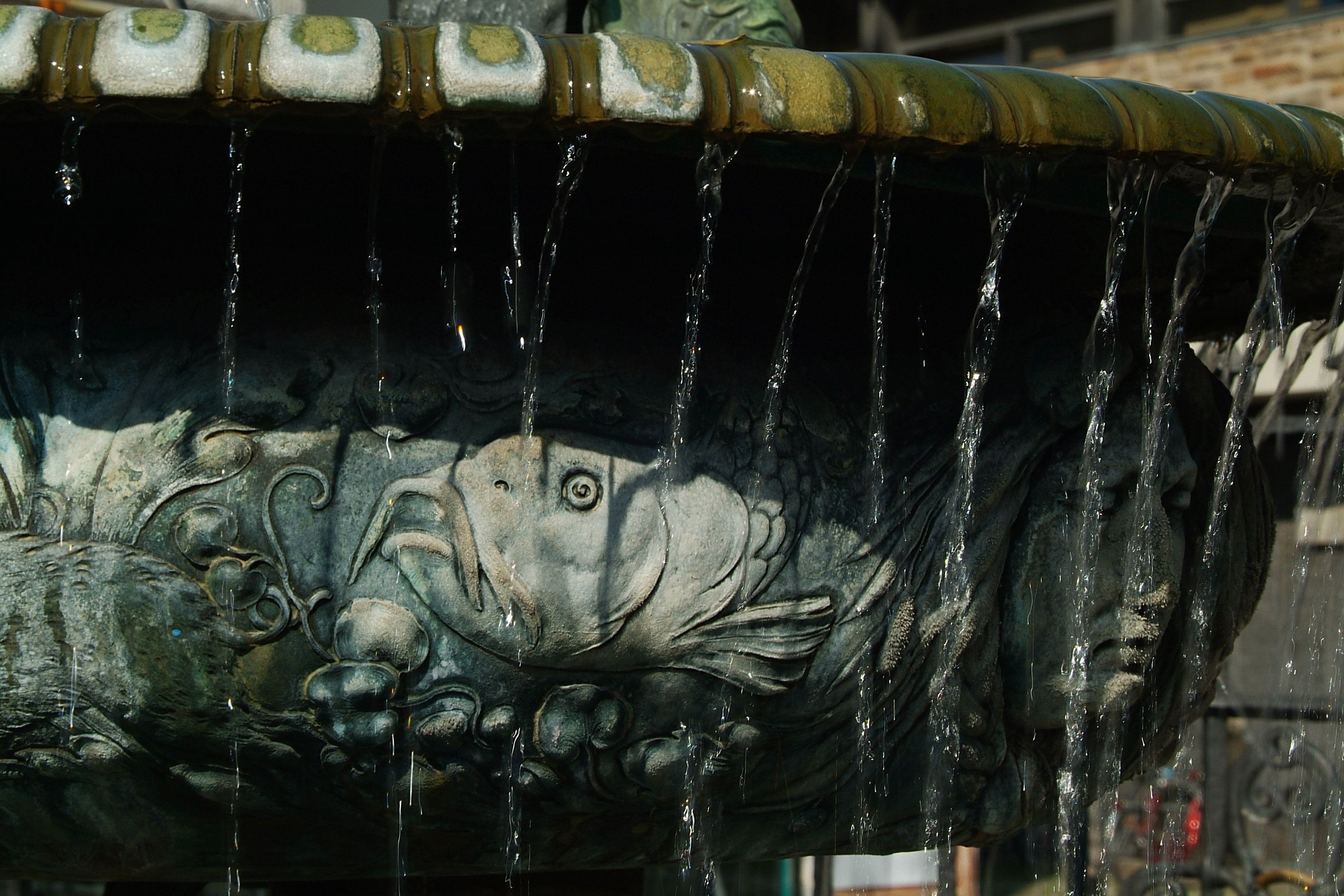
Details auf einem der kupfergetriebenen Wasserbecken
Oscar Winter als ursprüngliche Skulptur mit Bart; Reproduktion eines Fotos um 1896
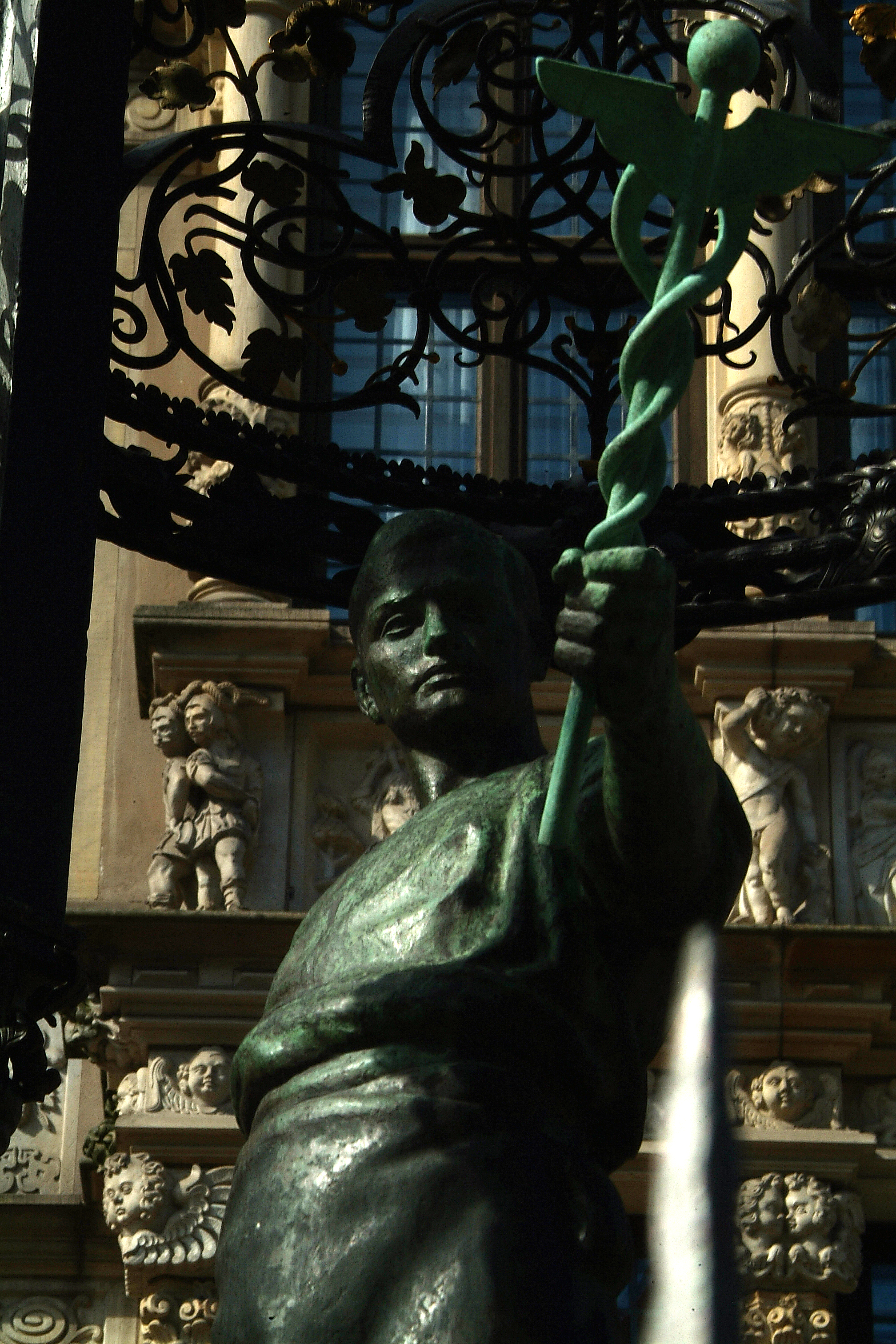
Oscar Winter als junger Mann mit prüfendem Blick auf den Merkurstab, Skulptur von Friedrich Adolf Sötebier

## Der Wunschring in Hannover

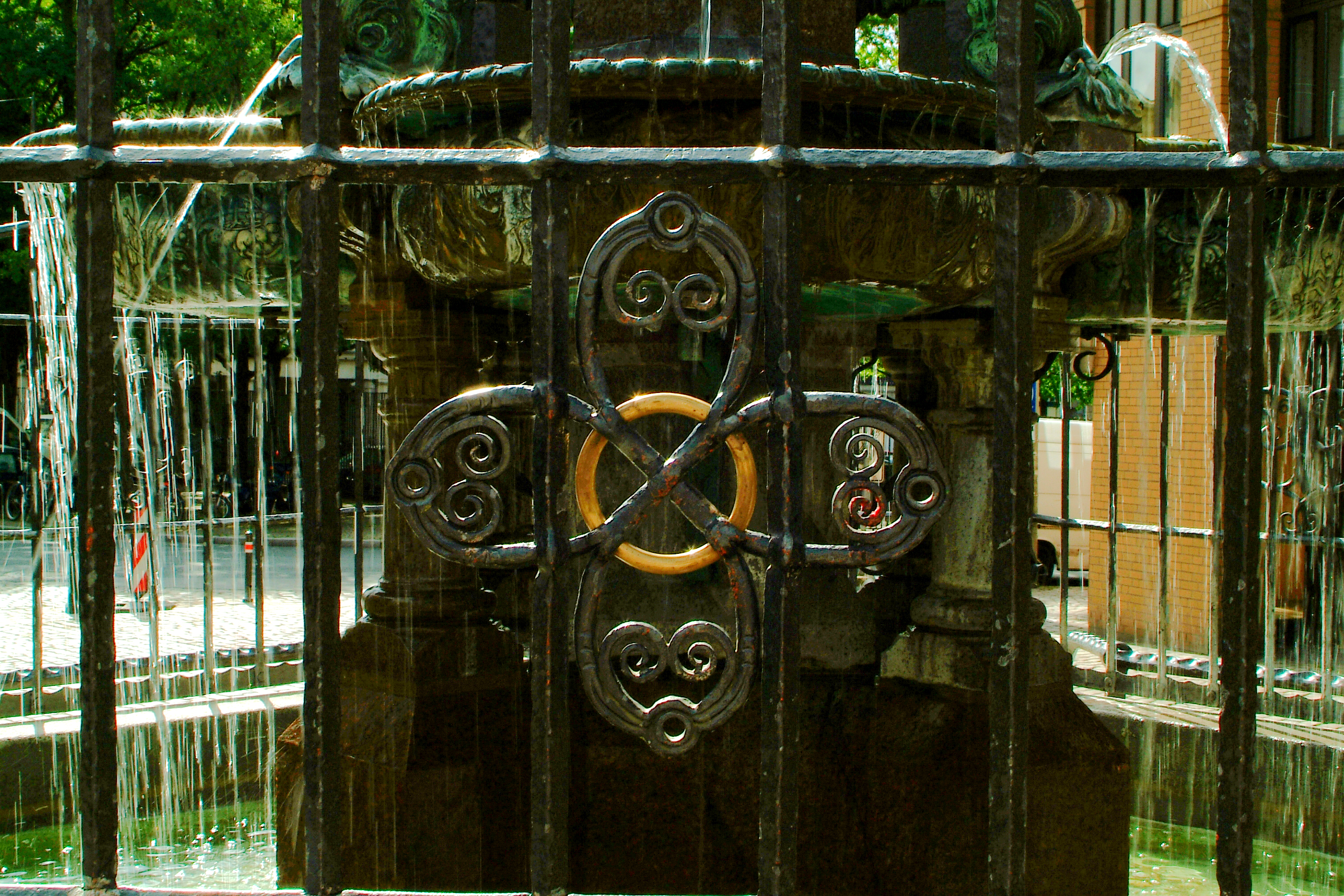
Der fugenlos geschmiedete „Wunschring“

In das schmiedeeiserne Gitter von 1914 um die Brunnenschalen ist ein nahtlos ausgeführter „Wunschring“ eingelassen: „Eine in jüngeren Tagen aufgeschriebene „Sage“ schreibt dem Ring Wunschkraft zu, wenn man ihn dreht.“ Der Ring verweist auf ein vergleichbares Exemplar am Schönen Brunnen in Nürnberg.

## Archivalien
An Archivalien finden sich beispielsweise
- im Stadtarchiv Hannover die Originale der bei Restaurierungsarbeiten in den 1980er Jahren in der goldenen Kugel des Baldachins aufgefundenen Nachrichten des Herstellers: Ein Stammtischfoto mit den Unterschriften aller am Bau Beteiligten, ein kurzer geschichtlicher Hinweis und den Namen der Mitarbeiter der „Kunst- und Bauschlosserei Wilhelm Wittenberg, Hannover, Göhrdestraße No. 6“[7]